# Бытовой, Семён Михайлович
Семён Бытово́й (настоящее имя Семён Михайлович Коган; 17 февраля (2 марта) 1909, Жлобин, Рогачёвский уезд, Могилёвская губерния — 5 февраля 1985, Петрозаводск) — русский советский поэт, прозаик и переводчик, журналист.

## Биография
Рос в многодетной семье, окончил восемь классов в Рогачёве. После смерти отца в июне 1925 года уехал в Ленинград, чтобы приобрести рабочую специальность.
С 1925 года жил в Ленинграде (в конце 1930-х годов — на улице Съезжинской, № 24, кв. 29). Работал на стройке Выборгского дома культуры подносчиком кирпичей, подручным слесаря, вступил в комсомол, затем долгое время был без работы. Весной 1927 года по направлению биржи труда поступил учеником токаря на болторезный завод. В 1928 году по направлению райкома комсомола избран секретарём комитета комсомола штамповочно-механического завода. Одновременно занимался в студии молодых писателей при журнале «Резец», в котором и дебютировал стихами в 1927 году. В 1929—1932 годах — ответственный секретарь журнала «Звезда», в это же время вышли его первые книги стихов и очерков «Дружба» (1930), «Улица стачек» (1931) и «Дороги» (о еврейских колхозах Крыма и переселенцах в Биробиджан, 1931). 
С 1933 года жил на Дальнем Востоке, работал корреспондентом газет «Тихоокеанский комсомолец» и «Тихоокеанская звезда», был ответственным секретарём Дальневосточного отделения Союза писателей СССР. Опубликовал сборники «Граница», «Дальний Восток» (1937), «Край восхода», «Ветер с Хингана» (1940), «Амур в бою», «На Тихом океане», «Камчатские встречи» (1948), «Тихоокеанская весна» (1949), «Тихоокеанская повесть» (1951), «Поезд пришёл на Тумнин» (1951), «Олени бегут к горизонту» (1966), занимался переводами с идиша, позже также с китайского языка. Главным образом писал о Дальнем Востоке. В ноябре 1940 года вернулся в Ленинград.
Во время Великой Отечественной войны был литсотрудником газеты «Защитник Родины» Ленинградской армии ПВО.
После войны жил в Ленинграде (Невский проспект, д. 110). Член Союза писателей СССР.
Автор повестей «Лесная школа» (1957), «Февральское солнце» (1959), «Корень жизни» (1960), «Счастье на семь часов раньше» (1964), «Светлые воды Тыми» (1969), «От снега до снега» (1972), «Обратные адреса» (1976), «Ветер с горных вершин» (1978), «Багульник» (Из путевого блокнота, 1981), «Долгие грозы» (1986), мемуарной прозы.

## Награды
- орден Отечественной войны II степени (11.03.1985)
- орден Трудового Красного Знамени (12.03.1979)
- орден Красной Звезды (28.06.1944)
- медаль «За боевые заслуги» (30.04.1942)
- другие медали

## Книги
- Дружба (стихи). — ЛАПП—Прибой, 1930. — 68 с.
- Улица стачек (стихи). — М.—Л.: ЛАПП, 1931. — 62 с.
- Наряд на переселение: стихи. — М.—Л.: Государственное издательство художественной литературы, 1931. — 40 с.
- Дороги: по еврейским колхозам Крыма. — Л., 1931.
- К большой земле: в колхозах ОЗЕТ (очерки). ЛАПП ОГИЗ, 1931. — 85 с.
- Мы (альманах). — Л.: Молодая гвардия, 1931. — 70 с.
- Кавалерийская (нотное издание). Музыка Н. Гана. Л.: Музгиз, 1933.
- День рождения (стихи). — Хабаровск, 1934.
- Дальний восток: стихи. — М.: Художественная литература, 1937. — 77 с.
- Ветер с Хингана (стихи). — Хабаровск: Дальневосточное государственное издательство (Дальгиз), 1940. — 76 с.
- Амур в бою: путевые записки. — Хабаровск: Дальневосточное государственное издательство (Дальгиз), 1941.
- На Тихом океане. — Л.: Советский писатель, 1941. — 78 с.
- Земля отцов (стихи). — Л.: ОГИЗ, 1944. — 70 с.
- Отомсти. Песни ленинградских композиторов. — Л., 1944.
- Форпост. — Л.: Лениздат, 1945. — 104 с.
- Камчатские встречи: путевые очерки. — Л.: Советский писатель, 1948.
- Тихоокеанская весна: путевые очерки. — Л.: Советский писатель, 1949. — 229 с.
- Поезд пришёл на Тумнин: путевые очерки. — Л.: Советский писатель (Ленинградское отделение), 1951. — 241 с.
- Wiosna na Kamczatce (на польском языке). Варшава: Książka i Wiedza, 1951.
- Десять тысяч лет. — Л.: Советский писатель, 1953. — 191 с.
- Быль о жень-шене. — М., 1954.
- На счастливой реке. — Л.: Советский писатель, 1954.
- На Дальнем Востоке. — Л.: Советский писатель, 1954. — 478 с.
- Vlak přijel k Tumninu: Tichomořské jaro (на чешском языке). Прага: Svět sovětů, 1954.
- Стихотворения. — Л.: Ленинградское газетно-журнальное и книжное издательство, 1955. — 191 с.
- Signály s Orlí skály (на чешском языке). Прага: Naše vojsko, 1955.
- Быль о жень-шене. — М.: Госиздат, 1956. — 84 с.
- Сады у океана. — Л.: Советский писатель, 1957. — 161 с.
- Там, где всегда ветер. — М.: Молодая гвардия, 1957. — 36 с.
- Лесная школа. — Л.: Лениздат, 1957. — 246 с.
- Даурская жемчужница — М.: Детгиз, 1959. — 163 с.
- Февральское солнце. — Л.: Советский писатель (Ленинградское отделение), 1959. — 153 с.
- Когда сходятся берега. — М.: Детгиз, 1960. — 124 с.
- Корень жизни. — Л.: Советский писатель (Ленинградское отделение), 1960. — 629 с.
- Лебеди летят над тайгой (повесть). — Л., 1964.
- Счастье на семь часов раньше: повесть. — Л., 1964.
- Река твоих отцов. — Л.: Детская литература, 1965. — 202 с.
- Олени бегут к горизонту. — Л.: Советский писатель (Ленинградское отделение), 1969. — 344 с.
- Ночью скалы светятся. — Л.: Детская литература, 1972. — 240 с.
- От снега до снега: Повесть об одном путешествии. — Л.: Советский писатель (Ленинградское отделение), 1972. — 285 с.; там же — 1974. — 326 с.
- Лебеди летят над тайгой: Повести — 2-е изд., доп. — Л.: Детская литература, 1976. — 223 с.
- Обратные адреса: Повесть. — Л.: Советский писатель (Ленинградское отделение), 1976. — 304 с.
- Ветер с горных вершин: Дальневосточные повести. — Л.: Советский писатель (Ленинградское отделение), 1978. — 656 c.
- Светлые воды Тыми: Дальневосточные повести и рассказы. — Л.: Лениздат, 1980. — 472 с.
- Багульник: Повесть из путевого блокнота. — Л.: Советский писатель, 1981. — 335 с.
- Камчатские встречи: путевые очерки. — Л.: Советский писатель, 1981. — 239 с.
- Багульник. Обратные адреса. Дальневосточные повести. — Л.: Советский писатель (Ленинградское отделение), 1983. — 512 с.
- Долгие грозы: Повесть. — Л.: Советский писатель (Ленинградское отделение), 1986. — 303 с.
- Избранное. — М.: Советская Россия, 1990. — 222 с.